# THE IDOLM@STER LIVE THE@TER SOLO COLLECTION
『THE IDOLM@STER LIVE THE@TER SOLO COLLECTION』（アイドルマスター ライブ シアター ソロ コレクション）は、2015年4月4日からランティスよりリリースされているキャラクターソングCDシリーズ。

## 概要
ソーシャルゲーム『アイドルマスター ミリオンライブ！』、スマホアプリ『アイドルマスター ミリオンライブ！ シアターデイズ』のキャラクターソングCDシリーズに収録されている、ユニット曲のソロ・リミックス版を収録したCDシリーズ。基本的にライブ会場でのみの限定販売。04以降は"Vol."の表記がない。

## Vol.01
2015年4月4日、5日発売。同日開催の「THE IDOLM@STER MILLION LIVE! 2ndLIVE ENJOY H@RMONY!!」の会場物販で限定発売された。
収録曲
DISC.1
1. Thank You! -MR remix-
歌：箱崎星梨花（麻倉もも）
作詞：BNSI（モモキエイジ）、作曲：BNSI（佐藤貴文）編曲：矢鴇つかさ（Arte Refact）
2. Legend Girls!!
歌：七尾百合子（伊藤美来）
作詞：こだまさおり、作曲・編曲：白戸佑輔
3. PRETTY DREAMER
歌：望月杏奈（夏川椎菜）
作詞：こだまさおり、作曲・編曲：矢鴇つかさ（Arte Refact）
4. Blue Symphony
歌：北沢志保（雨宮天）
作詞：こだまさおり、作曲・編曲：山口朗彦
5. Sentimental Venus
歌：百瀬莉緒（山口立花子）
作詞：こだまさおり、作曲：rino、編曲：関野元規
6. Marionetteは眠らない
歌：ジュリア（愛美）
作詞：こだまさおり、作曲・編曲：高田暁
7. カワラナイモノ
歌：高山紗代子（駒形友梨）
作詞：こだまさおり、作曲：藤本記子、編曲：福富雅之
8. Helloコンチェルト
歌：松田亜利沙（村川梨衣）
作詞：こだまさおり、作曲：増谷賢、編曲：長田直之
9. 瞳の中のシリウス
歌：高坂海美（上田麗奈）
作詞：こだまさおり、作曲・編曲：野井洋児
10. Fu-Wa-Du-Wa
歌：舞浜歩（戸田めぐみ）
作詞：こだまさおり、作曲・編曲：関野元規
11. Bigバルーン◎
歌：馬場このみ（高橋未奈美）
作詞：こだまさおり、作曲・編曲：高田暁

DISC.2
1. Growing Storm!
歌：春日未来（山崎はるか）
作詞：mft、作曲・編曲：高田暁
2. Shooting Stars
歌：最上静香（田所あずさ）
作詞：真崎エリカ、作曲・編曲：矢鴇つかさ（Arte Refact）
3. Eternal Harmony
歌：豊川風花（末柄里恵）
作詞：Ayaka Miyake、TAKAROT、作曲：Mitsuyuki Miyake、K's、TAKAROT、編曲：K's、TAKAROT
4. HOME, SWEET FRIENDSHIP
歌：横山奈緒（渡部優衣）
作詞：松井洋平、作曲・編曲：AstroNoteS
5. ジレるハートに火をつけて
歌：所恵美（藤井ゆきよ）
作詞：藤本記子、作曲・編曲：増田武史
6. Birth of Color
歌：矢吹可奈（木戸衣吹）
作詞：藤本記子、作曲・編曲：EFFY
7. ドリームトラベラー
歌：佐竹美奈子（大関英里）
作詞・作曲：藤本記子、編曲：福富雅之
8. 星屑のシンフォニア
歌：天空橋朋花（小岩井ことり）
作詞：藤本記子、作曲・編曲：EFFY
9. STANDING ALIVE
歌：篠宮可憐（近藤唯）
作詞：松井洋平、作曲・編曲：中土智博
10. Welcome!!
歌：伊吹翼（Machico）
作詞：佐々木恵梨、作曲・編曲：BNSI（佐藤貴文）

## Vol.02
2015年7月18日、19日発売。同日開催の「THE IDOLM@STER M@STERS OF IDOL WORLD!! 2015」の会場物販で限定発売された。
収録曲
DISC.1
1. Thank You!
歌：如月千早（今井麻美）
作詞：BNSI（モモキエイジ）、作曲・編曲：BNSI（佐藤貴文）
2. Legend Girls!!
歌：最上静香（田所あずさ）
3. PRETTY DREAMER
歌：横山奈緒（渡部優衣）
4. Blue Symphony
歌：所恵美（藤井ゆきよ）
5. Sentimental Venus
歌：水瀬伊織（釘宮理恵）
6. Marionetteは眠らない
歌：伊吹翼（Machico）
7. カワラナイモノ
歌：三浦あずさ（たかはし智秋）
8. Good-Sleep, Baby♡
歌：矢吹可奈（木戸衣吹）
作詞：こだまさおり、作曲・編曲：川野勝広
9. ココロがかえる場所
歌：萩原雪歩（浅倉杏美）
作詞：こだまさおり、作曲・編曲：高田暁
10. Bigバルーン◎
歌：双海亜美（下田麻美）
11. U・N・M・E・I ライブ
歌：箱崎星梨花（麻倉もも）
作詞：伊福部崇、作曲：増谷賢、編曲：長田直之

DISC.2
1. Thank You! -MR remix-
歌：春日未来（山崎はるか）
2. 合言葉はスタートアップ！
歌：我那覇響（沼倉愛美）
作詞：mft、作曲・編曲：酒井拓也（Arte Refact）
3. Growing Storm!
歌：望月杏奈（夏川椎菜）
4. Shooting Stars
歌：北沢志保（雨宮天）
5. Eternal Harmony
歌：ジュリア（愛美）
6. HOME, SWEET FRIENDSHIP
歌：天海春香（中村繪里子）
7. ジレるハートに火をつけて
歌：高坂海美（上田麗奈）
8. Birth of Color
歌：菊地真（平田宏美）
9. ドリームトラベラー
歌：双海真美（下田麻美）
10. STANDING ALIVE
歌：四条貴音（原由実）
11. Welcome!!
歌：七尾百合子（伊藤美来）

## Vol.03 Vocal Edition
2016年1月31日から発売。同日から開催の「THE IDOLM@STER MILLION LIVE! 3rdLIVE TOUR BELIEVE MY DRE@M!!」の各会場物販で『Vol.03 Dance Edition』と『Vol.03 Visual Edition』と併せて限定発売された。
収録曲
1. Dreaming!
歌：ジュリア（愛美）
作詞：真崎エリカ、作曲：BNSI（佐藤貴文）、編曲：Arte Refact
2. Legend Girls!!
歌：箱崎星梨花（麻倉もも）
3. Blue Symphony
歌：田中琴葉（種田梨沙）
4. HOME, SWEET FRIENDSHIP
歌：松田亜利沙（村川梨衣）
5. ドリームトラベラー
歌：木下ひなた（田村奈央）
6. 星屑のシンフォニア
歌：高山紗代子（駒形友梨）
7. ハルカナミライ
歌：春日未来（山崎はるか）
作詞：藤本記子、作曲・編曲：増谷賢
8. Eternal Spiral
歌：矢吹可奈（木戸衣吹）
作詞：松井洋平、作曲・編曲：AstroNoteS
9. 成長Chu→LOVER!!
歌：望月杏奈（夏川椎菜）
作詞：真崎エリカ、作曲：桑原聖（Arte Refact）、編曲：酒井拓也（Arte Refact）
10. アライブファクター
歌：最上静香（田所あずさ）
作詞・作曲：藤本記子、編曲：福富雅之
11. HELLO, YOUR ANGEL♪
歌：天空橋朋花（小岩井ことり）
作詞：真崎エリカ、作曲・編曲：鈴木裕明

## Vol.03 Dance Edition
2016年1月31日から発売。同日から開催の「THE IDOLM@STER MILLION LIVE! 3rdLIVE TOUR BELIEVE MY DRE@M!!」の各会場物販で『Vol.03 Vocal Edition』と『Vol.03 Visual Edition』と併せて限定発売された。
収録曲
1. Welcome!!
歌：高坂海美（上田麗奈）
2. Marionetteは眠らない
歌：北上麗花（平山笑美）
3. カワラナイモノ
歌：福田のり子（浜崎奈々）
4. Helloコンチェルト
歌：佐竹美奈子（大関英里）
5. Fu-Wa-Du-Wa
歌：島原エレナ（角元明日香）
6. Bigバルーン◎
歌：永吉昴（斉藤佑圭）
7. Shooting Stars
歌：野々原茜（小笠原早紀）
8. ジレるハートに火をつけて
歌：大神環（稲川英里）
9. Birth of Color
歌：舞浜歩（戸田めぐみ）
10. STANDING ALIVE
歌：百瀬莉緒（山口立花子）
11. Decided
歌：馬場このみ（高橋未奈美）
作詞：結城アイラ、作曲・編曲：山口朗彦
12. Cut. Cut. Cut.
歌：真壁瑞希（阿部里果）
作詞：松井洋平、作曲・編曲：睦月周平
13. little trip around the world
歌：エミリー スチュアート（郁原ゆう）
作詞：松井洋平、作曲・編曲：yuxuki waga（fhána）
14. 夜に輝く星座のように
歌：横山奈緒（渡部優衣）
作詞：松井洋平、作曲・編曲：板垣祐介

## Vol.03 Visual Edition
2016年1月31日から発売。同日から開催の「THE IDOLM@STER MILLION LIVE! 3rdLIVE TOUR BELIEVE MY DRE@M!!」の各会場物販で『Vol.03 Vocal Edition』と『Vol.03 Dance Edition』と併せて限定発売された。
収録曲
1. PRETTY DREAMER
歌：豊川風花（末柄里恵）
2. Good-Sleep, Baby♡
歌：中谷育（原嶋あかり）
3. 瞳の中のシリウス
歌：徳川まつり（諏訪彩花）
4. ココロがかえる場所
歌：周防桃子（渡部恵子）
5. Growing Storm!
歌：七尾百合子（伊藤美来）
6. エスケープ
歌：所恵美（藤井ゆきよ）
作詞：きみコ、作曲・編曲：AstroNoteS
7. piece of cake
歌：北沢志保（雨宮天）
作詞：松井洋平、作曲・編曲：AstroNoteS
8. Persona Voice
歌：二階堂千鶴（野村香菜子）
作詞：真崎エリカ、作曲・編曲：山口朗彦
9. Smiling Crescent
歌：宮尾美也（桐谷蝶々）
作詞：松井洋平、作曲・編曲：板垣祐介
10. 深層マーメイド
歌：伊吹翼（Machico）
作詞：唐沢美帆、作曲・編曲：睦月周平
11. G♡F
歌：篠宮可憐（近藤唯）
作詞・作曲・編曲：KOH
12. fruity love
歌：ロコ（中村温姫）
作詞・作曲：宮崎まゆ、編曲：高橋修平

## 04 Sunshine Theater
2017年3月10日、11日、12日発売。同日開催の「THE IDOLM@STER MILLION LIVE! 4thLIVE TH@NK YOU for SMILE!!」の会場物販で『04 BlueMoon Theater』と『04 Starlight Theater』と併せて限定発売された。
収録曲
1. Growing Storm!
歌：伊吹翼（Machico）
2. Eternal Harmony
歌：エミリー スチュアート（郁原ゆう）
3. HOME, SWEET FRIENDSHIP
歌：福田のり子（浜崎奈々）
4. STANDING ALIVE
歌：ロコ（中村温姫）
5. HELLO, YOUR ANGEL♪
歌：中谷育（原嶋あかり）
6. "Your" HOME TOWN
歌：木下ひなた（田村奈央）
作詞：松井洋平、作曲・編曲：AstroNoteS
7. たしかな足跡
歌：百瀬莉緒（山口立花子）
作詞・作曲：藤本記子、編曲：福富雅之
8. DIAMOND DAYS
歌：矢吹可奈（木戸衣吹）
作詞：rino、作曲・編曲：高田暁
9. ランニング・ハイッ
歌：横山奈緒（渡部優衣）
作詞：松井洋平、作曲・編曲：睦月周平
10. ゲキテキ！ムテキ！恋したい！
歌：島原エレナ（角元明日香）
作詞・作曲：藤本記子、編曲：福富雅之
11. Bonnes! Bonnes!! Vacances!!!
歌：佐竹美奈子（大関英里）
作詞：松井洋平、作曲・編曲：AstroNoteS
12. NO CURRY NO LIFE
歌：望月杏奈（夏川椎菜）
作詞：唐沢美帆、作曲・編曲：板垣祐介

## 04 BlueMoon Theater
2017年3月10日、11日、12日発売。同日開催の「THE IDOLM@STER MILLION LIVE! 4thLIVE TH@NK YOU for SMILE!!」の会場物販で『04 Sunshine Theater』と『04 Starlight Theater』と併せて限定発売された。
収録曲
1. Legend Girls!!
歌：天空橋朋花（小岩井ことり）
2. Sentimental Venus
歌：真壁瑞希（阿部里果）
3. カワラナイモノ
歌：篠宮可憐（近藤唯）
4. 星屑のシンフォニア
歌：二階堂千鶴（野村香菜子）
5. Beat the World!!!
歌：舞浜歩（戸田めぐみ）
作詞：唐沢美帆、作曲・編曲：EFFY
6. Flooding
歌：最上静香（田所あずさ）
作詞：真崎エリカ、作曲・編曲：矢鴇つかさ（Arte Refact）
7. 創造は始まりの風を連れて
歌：七尾百合子（伊藤美来）
作詞：結城アイラ、作曲・編曲：KOHTA YAMAMOTO
8. 俠気乱舞
歌：ジュリア（愛美）
作詞：松井洋平、作曲：yuxuki waga（fhána）、編曲：yuxuki waga（fhána）、sasakure.UK
9. 赤い世界が消える頃
歌：北上麗花（平山笑美）
作詞：真崎エリカ、作曲・編曲：光増ハジメ
10. Raise the FLAG
歌：所恵美（藤井ゆきよ）
作詞：松井洋平、作曲・編曲：堀江晶太
11. プリムラ
歌：永吉昴（斉藤佑圭）
作詞・作曲・編曲：KOH
12. 待ちぼうけのLacrima
歌：高山紗代子（駒形友梨）
作詞：真崎エリカ、作曲：小高光太郎、UiNA、編曲：小高光太郎

## 04 Starlight Theater
2017年3月10日、11日、12日発売。同日開催の「THE IDOLM@STER MILLION LIVE! 4thLIVE TH@NK YOU for SMILE!!」の会場物販で『04 Sunshine Theater』と『04 BlueMoon Theater』と併せて限定発売された。
収録曲
1. 瞳の中のシリウス
歌：宮尾美也（桐谷蝶々）
2. U・N・M・E・I ライブ
歌：春日未来（山崎はるか）
3. ジレるハートに火をつけて
歌：田中琴葉（種田梨沙）
4. Cut. Cut. Cut.
歌：周防桃子（渡部恵子）
5. Smiling Crescent
歌：箱崎星梨花（麻倉もも）
6. Decided
歌：徳川まつり（諏訪彩花）
7. 夜に輝く星座のように
歌：松田亜利沙（村川梨衣）
8. 秘密のメモリーズ
歌：豊川風花（末柄里恵）
作詞・作曲・編曲：KOH
9. Understand? Understand!
歌：高坂海美（上田麗奈）
作詞：真崎エリカ、作曲：桑原聖（Arte Refact）、編曲：酒井拓也（Arte Refact）
10. ジャングル☆パーティー
歌：大神環（稲川英里）
作詞：松井洋平、作曲・編曲：AstroNoteS
11. リフレインキス
歌：北沢志保（雨宮天）
作詞・作曲：藤本記子、編曲：福富雅之
12. Sweet Sweet Soul
歌：野々原茜（小笠原早紀）
作詞：ZAQ、作曲：BERABOW、SigN、編曲：Shinnosuke
13. 永遠の花
歌：馬場このみ（高橋未奈美）
作詞：森由里子、作曲・編曲：三好啓太

## 05 765PRO ALLSTARS
2018年1月6日、7日発売。同日開催の「THE IDOLM@STER ニューイヤーライブ!! 初星宴舞」の会場物販で限定発売された。
収録曲
1. Legend Girls!!
歌：天海春香（中村繪里子）
2. Blue Symphony
歌：如月千早（今井麻美）
3. Good-Sleep, Baby♡
歌：高槻やよい（仁後真耶子）
4. 合言葉はスタートアップ！
歌：秋月律子（若林直美）
5. たしかな足跡
歌：三浦あずさ（たかはし智秋）
6. little trip around the world
歌：水瀬伊織（釘宮理恵）
7. Beat the World!!!
歌：菊地真（平田宏美）
8. "Your" HOME TOWN
歌：双海亜美（下田麻美）
9. ジャングル☆パーティー
歌：双海真美（下田麻美）
10. Marionetteは眠らない
歌：星井美希（長谷川明子）
11. 秘密のメモリーズ
歌：四条貴音（原由実）
12. 深層マーメイド
歌：我那覇響（沼倉愛美）
13. Persona Voice
歌：萩原雪歩（浅倉杏美）

## 06 Princess Stars
2018年6月2日、3日発売。同日開催の「THE IDOLM@STER MILLION LIVE! 5thLIVE BRAND NEW PERFORM@NCE!!!」の会場物販で『06 Fairy Stars』と『06 Angel Stars』と併せて限定発売された。
収録曲
1. Thank You!
歌：松田亜利沙（村川梨衣）
2. Sentimental Venus
歌：エミリー スチュアート（郁原ゆう）
3. Welcome!!
歌：横山奈緒（渡部優衣）
4. Eternal Harmony
歌：徳川まつり（諏訪彩花）
5. ドリームトラベラー
歌：中谷育（原嶋あかり）
6. Melody in scape
歌：高山紗代子（駒形友梨）
作詞：真崎エリカ、作曲・編曲：光増ハジメ
7. Understand? Understand!
歌：田中琴葉（種田梨沙）
8. Dreamscape
歌：福田のり子（浜崎奈々）
作詞・作曲：藤本記子、編曲：福富雅之
9. DIAMOND DAYS
歌：佐竹美奈子（大関英里）
10. 赤い世界が消える頃
歌：矢吹可奈（木戸衣吹）
11. リフレインキス
歌：高坂海美（上田麗奈）
12. Princess Be Ambitious!!
歌：春日未来（山崎はるか）
作詞：藤本記子（Nostalgic Orchestra）、作曲：新田目翔、編曲：福富雅之（Nostalgic Orchestra）
13. ZETTAI×BREAK!! トゥインクルリズム
歌：七尾百合子（伊藤美来）
作詞：松井洋平、作曲・編曲：KOHTA YAMAMOTO

## 06 Fairy Stars
2018年6月2日、3日発売。同日開催の「THE IDOLM@STER MILLION LIVE! 5thLIVE BRAND NEW PERFORM@NCE!!!」の会場物販で『06 Princess Stars』と『06 Angel Stars』と併せて限定発売された。
収録曲
1. ココロがかえる場所
歌：二階堂千鶴（野村香菜子）
2. Growing Storm!
歌：真壁瑞希（阿部里果）
3. HOME, SWEET FRIENDSHIP
歌：周防桃子（渡部恵子）
4. 星屑のシンフォニア
歌：永吉昴（斉藤佑圭）
5. Dreaming!
歌：所恵美（藤井ゆきよ）
6. エスケープ
歌：ジュリア（愛美）
7. Flooding
歌：北沢志保（雨宮天）
8. ターンオンタイム！
歌：最上静香（田所あずさ）
作詞：伊福部崇、作曲・編曲：三好啓太
9. 創造は始まりの風を連れて
歌：天空橋朋花（小岩井ことり）
10. ゲキテキ！ムテキ！恋したい！
歌：ロコ（中村温姫）
11. NO CURRY NO LIFE
歌：百瀬莉緒（山口立花子）
12. Raise the FLAG
歌：舞浜歩（戸田めぐみ）
13. FairyTaleじゃいられない
歌：白石紬（南早紀）
作詞：結城アイラ、作曲・編曲：堀江晶太

## 06 Angel Stars
2018年6月2日発売。同日開催の「THE IDOLM@STER MILLION LIVE! 5thLIVE BRAND NEW PERFORM@NCE!!!」の会場物販で『06 Princess Stars』と『06 Fairy Stars』と併せて限定発売された。
収録曲
1. Good-Sleep, Baby♡
歌：大神環（稲川英里）
2. Helloコンチェルト
歌：木下ひなた（田村奈央）
3. Bigバルーン◎
歌：野々原茜（小笠原早紀）
4. Shooting Stars
歌：北上麗花（平山笑美）
5. Emergence Vibe
歌：島原エレナ（角元明日香）
作詞：松井洋平、作曲・編曲：AstroNoteS
6. 君との明日を願うから
歌：伊吹翼（Machico）
作詞：真崎エリカ、作曲：原田篤（Arte Refact）、編曲：酒井拓也（Arte Refact）
7. P.S I Love You
歌：篠宮可憐（近藤唯）
作詞：唐沢美帆、作曲・編曲：ラムシーニ
8. Sweet Sweet Soul
歌：箱崎星梨花（麻倉もも）
9. 永遠の花
歌：豊川風花（末柄里恵）
10. Brand New Theater!
歌：望月杏奈（夏川椎菜）
作詞：モモキエイジ、作曲：BNSI（佐藤貴文）、編曲：EFFY
11. Angelic Parade♪
歌：桜守歌織（香里有佐）
作詞：こだまさおり、作曲・編曲：rionos
12. 虹色letters
歌：宮尾美也（桐谷蝶々）
作詞：KOH、作曲・編曲：高田暁
13. 花ざかりWeekend✿
歌：馬場このみ（高橋未奈美）
作詞：唐沢美帆、作曲・編曲：新田目翔

## 07 Princess Stars
2019年4月27日から発売。同日から開催の「THE IDOLM@STER MILLION LIVE! 6thLIVE TOUR UNI-ON@IR!!!!」の各会場物販で『07 Fairy Stars』と『07 Angel Stars』と併せて限定発売された。
収録曲
1. Dreaming!
歌：横山奈緒（渡部優衣）
2. 赤い世界が消える頃
歌：佐竹美奈子（大関英里）
3. ゲキテキ！ムテキ！恋したい！
歌：中谷育（原嶋あかり）
4. Bonnes! Bonnes!! Vacances!!!
歌：福田のり子（浜崎奈々）
5. メメント？モメント♪ルルルルル☆
歌：徳川まつり（諏訪彩花）
作詞：松井洋平、作曲：宮崎まゆ、編曲：ラムシーニ
6. Brand New Theater!
歌：矢吹可奈（木戸衣吹）
7. Tomorrow Program
歌：七尾百合子（伊藤美来）
作詞：松井洋平、作曲・編曲：光増ハジメ
8. 咲くは浮世の君花火
歌：高山紗代子（駒形友梨）
作詞：真崎エリカ、作曲：山本陽介、編曲：EFFY
9. BORN ON DREAM! 〜HANABI☆NIGHT〜
歌：高坂海美（上田麗奈）
作詞：松井洋平、作曲・編曲：AstroNoteS
10. UNION!!
歌：松田亜利沙（村川梨衣）
作詞：藤本記子（Nostalgic Orchestra）、作曲・編曲：堀江晶太、
Orchestra Arrangement：Evan Call
11. ラスト・アクトレス
歌：田中琴葉（種田梨沙）
作詞：中村彼方、作曲：R・O・N、編曲：睦月周平
12. ミラージュ・ミラー
歌：エミリー スチュアート（郁原ゆう）
作詞：KOH、月丘りあ子、作曲・編曲：KOH
13. Episode. Tiara
歌：春日未来（山崎はるか）
作詞：真崎エリカ、作曲・編曲：EFFY

## 07 Fairy Stars
2019年4月27日から発売。同日から開催の「THE IDOLM@STER MILLION LIVE! 6thLIVE TOUR UNI-ON@IR!!!!」の各会場物販で『07 Princess Stars』と『07 Angel Stars』と併せて限定発売された。
収録曲
1. Dreamscape
歌：永吉昴（斉藤佑圭）
2. DIAMOND DAYS
歌：天空橋朋花（小岩井ことり）
3. Raise the FLAG
歌：真壁瑞希（阿部里果）
4. P.S I Love You
歌：二階堂千鶴（野村香菜子）
5. brave HARMONY
歌：舞浜歩（戸田めぐみ）
作詞：結城アイラ、作曲・編曲：山口朗彦
6. 永遠の花
歌：周防桃子（渡部恵子）
7. Melty Fantasia
歌：北沢志保（雨宮天）
作詞：モリタコータ、作曲・編曲：小高光太郎
8. I.D 〜EScape from Utopia〜
歌：白石紬（南早紀）
作詞：モリタコータ、作曲・編曲：中土智博
9. ビッグバンズバリボー!!!!!
歌：所恵美（藤井ゆきよ）
作詞・作曲・編曲：ZAQ
10. オーディナリィ・クローバー
歌：百瀬莉緒（山口立花子）
作詞：松井洋平、作曲・編曲：菊池達也
11. ハーモニクス
歌：最上静香（田所あずさ）
作詞：坂井季乃、作曲・編曲：高橋諒
12. 餞の鳥
歌：ジュリア（愛美）
作詞：坂井季乃、作曲・編曲：高橋諒
13. 月曜日のクリームソーダ
歌：ロコ（中村温姫）
作詞：安藤紗々、作曲：原知也、編曲：ラムシーニ

## 07 Angel Stars
2019年4月27日から発売。同日から開催の「THE IDOLM@STER MILLION LIVE! 6thLIVE TOUR UNI-ON@IR!!!!」の各会場物販で『07 Princess Stars』と『07 Fairy Stars』と併せて限定発売された。
収録曲
1. piece of cake
歌：北上麗花（平山笑美）
2. fruity love
歌：野々原茜（小笠原早紀）
3. 創造は始まりの風を連れて
歌：箱崎星梨花（麻倉もも）
4. 俠気乱舞
歌：大神環（稲川英里）
5. ランニング・ハイッ
歌：木下ひなた（田村奈央）
6. Starry Melody
歌：馬場このみ（高橋未奈美）
作詞：こだまさおり、作曲・編曲：高田暁
7. 虹色letters
歌：島原エレナ（角元明日香）
8. 思い出はクリアスカイ
歌：宮尾美也（桐谷蝶々）
作詞：KOH、作曲・編曲：本多友紀（Arte Refact）
9. 花ざかりWeekend✿
歌：豊川風花（末柄里恵）
10. RED ZONE
歌：桜守歌織（香里有佐）
作詞：唐沢美帆、作曲・編曲：太田貴之
11. ハルマチ女子
歌：伊吹翼（Machico）
作詞・作曲・編曲：HoneyWorks
12. 彼氏になってよ。
歌：篠宮可憐（近藤唯）
作詞・作曲・編曲：HoneyWorks
13. ピコピコIIKO! インベーダー
歌：望月杏奈（夏川椎菜）
作詞：松井洋平、作曲・編曲：AstroNoteS

## 08 Princess Stars
2021年5月22日発売。同日から開催の「THE IDOLM@STER MILLION LIVE! 7thLIVE Q@MP FLYER!!! Reburn」の会場物販で『08 Fairy Stars』と『08 Angel Stars』と併せて限定発売された。 
収録曲
1. 咲くは浮世の君花火
歌：福田のり子（浜崎奈々）
2. ミラージュ・ミラー
歌：徳川まつり（諏訪彩花）
3. Super Duper
歌：佐竹美奈子（大関英里）
作曲：GRP・NIYA、編曲：GRP
4. World Changer
歌：エミリー スチュアート（郁原ゆう）
作詞：半田翼・新田目翔、作曲・編曲：半田翼
5. ZETTAI×BREAK!! トゥインクルリズム
歌：松田亜利沙（村川梨衣）
6. NO CURRY NO LIFE
歌：矢吹可奈（木戸衣吹）
7. Episode. Tiara
歌：田中琴葉（種田梨沙）
8. ビッグバンズバリボー!!!!!
歌：高坂海美（上田麗奈）
9. ギブミーメタファー
歌：春日未来（山崎はるか）
作詞：真崎エリカ、作曲･編曲：田中俊亮
10. dans l'obscurité
歌：七尾百合子（伊藤美来）
作詞：中村彼方、作曲・編曲：大和
11. Hang In There!
歌：横山奈緒（渡部優衣）
作詞：MEG.ME、作曲・編曲：塚田耕平
12. Tomorrow Program
歌：中谷育（原嶋あかり）
13. BORN ON DREAM! ～HANABI☆NIGHT～
歌：高山紗代子（駒形友梨）

## 08 Fairy Stars
2021年5月22日発売。同日から開催の「THE IDOLM@STER MILLION LIVE! 7thLIVE Q@MP FLYER!!! Reburn」の会場物販で『08 Princess Stars』と『08 Angel Stars』と併せて限定発売された。 
収録曲
1. FairyTaleじゃいられない
歌：所恵美（藤井ゆきよ）
2. ハーモニクス
歌：ジュリア（愛美）
3. I.D ～EScape from Utopia～
歌：北沢志保（雨宮天）
4. 百花は月下に散りぬるを
歌：天空橋朋花（小岩井ことり）
作詞・作曲：藤本記子、編曲：福富雅之
5. サンリズム・オーケストラ♪
歌：ロコ（中村温姫）
作詞：真崎エリカ、作曲・編曲：EFFY
6. Melty Fantasia
歌：真壁瑞希（阿部里果）
7. I did+I will
歌：舞浜歩（戸田めぐみ）
作詞：安藤紗々、作曲：gen・伊藤“三代”タカシ、編曲：gen
8. 囚われのTea Time
歌：永吉昴（斉藤佑圭）
作詞：島みやえい子、作曲・編曲：大和
9. 餞の鳥
歌：最上静香（田所あずさ）
10. ラスト・アクトレス
歌：周防桃子（渡部恵子）
11. 夜と、明かりと。
歌：百瀬莉緒（山口立花子）
作詞・作曲：櫻澤ヒカル、編曲：白戸佑輔
12. 矛盾の月
歌：白石紬（南早紀）
作詞・作曲：藤本記子、編曲：福富雅之
13. brave HARMONY
歌：二階堂千鶴（野村香菜子）

## 08 Angel Stars
2021年5月22日発売。同日から開催の「THE IDOLM@STER MILLION LIVE! 7thLIVE Q@MP FLYER!!! Reburn」の会場物販で『08 Princess Stars』と『08 Fairy Stars』と併せて限定発売された。 
収録曲
1. Girl meets Wonder
歌：箱崎星梨花（麻倉もも）
作詞・作曲：藤本記子、編曲：福富雅之
2. ピコピコIIKO! インベーダー
歌：大神環（稲川英里）
3. Starry Melody
歌：野々原茜（小笠原早紀）
4. ハルマチ女子
歌：篠宮可憐（近藤唯）
5. 彼氏になってよ。
歌：伊吹翼（Machico）
6. 思い出はクリアスカイ
歌：島原エレナ（角元明日香）
7. メメント？モメント♪ルルルルル☆
歌：宮尾美也（桐谷蝶々）
8. Justice OR Voice
歌：桜守歌織（香里有佐）
作詞：真崎エリカ、作曲・編曲：矢鴇つかさ（Arte Refact）
9. オーディナリィ・クローバー
歌：望月杏奈（夏川椎菜）
10. White Vows
歌：豊川風花（末柄里恵）
作詞：結城アイラ、作曲・編曲：遠藤直弥
11. Cherry Colored Love
歌：馬場このみ（高橋未奈美）
作詞・作曲・編曲：櫻澤ヒカル
12. Get lol! Get lol! SONG
歌：木下ひなた（田村奈央）
作詞：松井洋平、作曲・編曲：AstroNoteS
13. 花ざかりWeekend✿
歌：北上麗花（平山笑美）

## 09 Princess Stars
2022年2月12日発売。同日から開催の「THE IDOLM@STER MILLION LIVE! 8thLIVE Twelw@ve」の会場物販で『09 Fairy Stars』と『09 Angel Stars』と併せて限定発売された。 
収録曲
1. Episode. Tiara
歌：矢吹可奈（木戸衣吹）
2. ZETTAI×BREAK!! トゥインクルリズム
歌：中谷育（原嶋あかり）
3. 成長Chu→LOVER!!
歌：七尾百合子（伊藤美来）
4. だってあなたはプリンセス
歌：徳川まつり（諏訪彩花）
作詞・作曲：新田目駿、編曲：KOH
5. 侠気乱舞
歌：福田のり子（浜崎奈々）
6. ビッグバンズバリボー!!!!!
歌：高山紗代子（駒形友梨）
7. ギブミーメタファー
歌：田中琴葉（種田梨沙）
8. Do the IDOL!!～断崖絶壁チュパカブラ～
歌：エミリー スチュアート（郁原ゆう）
作詞：藤本記子、作曲：BNSI（佐藤貴文）、編曲：KOH
9. Hang In There!
歌：佐竹美奈子（大関英里）
10. ReTale
歌：松田亜利沙（村川梨衣）
作詞・作曲・編曲：佐高陵平（Hifumi,inc.）
11. Super Duper
歌：横山奈緒（渡部優衣）
12. Starry Melody
歌：高坂海美（上田麗奈）
13. ABSOLUTE RUN!!!
歌：春日未来（山崎はるか）
作詞：唐沢美帆、作曲・編曲：高田暁

## 09 Fairy Stars
2022年2月12日発売。同日から開催の「THE IDOLM@STER MILLION LIVE! 8thLIVE Twelw@ve」の会場物販で『09 Princess Stars』と『09 Angel Stars』と併せて限定発売された。 
収録曲
1. 月曜日のクリームソーダ
歌：永吉昴（斉藤佑圭）
2. 絶対的Performer
歌：舞浜歩（戸田めぐみ）
作詞：遠野四季、作曲・編曲：ラムシーニ
3. I.D ～EScape from Utopia～
歌：真壁瑞希（阿部里果）
4. 矛盾の月
歌：天空橋朋花（小岩井ことり）
5. Cherry Colored Love
歌：百瀬莉緒（山口立花子）
6. FairyTaleじゃいられない
歌：北沢志保（雨宮天）
7. パンとフィルム
歌：所恵美（藤井ゆきよ）
作詞・編曲：佐高陵平（Hifumi,inc.）、作曲：齋藤大（Hifumi,inc.）
8. 待ちぼうけのLacrima
歌：ジュリア（愛美）
9. Arrive You～それが運命でも～
歌：周防桃子（渡部恵子）
作詞・作曲・編曲：三好啓太
10. White Vows
歌：二階堂千鶴（野村香菜子）
11. 百花は月下に散りぬるを
歌：白石紬（南早紀）
12. dans l'obscurité
歌：ロコ（中村温姫）
13. Be proud
歌：最上静香（田所あずさ）
作詞：唐沢美帆、作曲・編曲：高田暁

## 09 Angel Stars
2022年2月12日発売。同日から開催の「THE IDOLM@STER MILLION LIVE! 8thLIVE Twelw@ve」の会場物販で『09 Princess Stars』と『09 Fairy Stars』と併せて限定発売された。 
収録曲
1. STANDING ALIVE
歌：島原エレナ（角元明日香）
2. Special Wonderful Smile
歌：宮尾美也（桐谷蝶々）
作詞：早川博隆・中原徹也、作曲：早川博隆・関根佑樹、編曲：関根佑樹
3. Black★Party
歌：北上麗花（平山笑美）
作詞・作曲・編曲：NA.ZU.NA
4. ピコピコIIKO! インベーダー
歌：箱崎星梨花（麻倉もも）
5. フシギトラベラー
歌：野々原茜（小笠原早紀）
作詞・作曲・編曲：木下龍平
6. Get lol! Get lol! SONG
歌：望月杏奈（夏川椎菜）
7. オーディナリィ・クローバー
歌：桜守歌織（香里有佐）
8. 旅立ちのコンパス
歌：木下ひなた（田村奈央）
作詞：中原徹也、作曲・編曲：早川博隆・半田彬倫
9. ラスト・アクトレス
歌：馬場このみ（高橋未奈美）
10. ライラックに包まれて
歌：大神環（稲川英里）
作詞・作曲・編曲：三好啓太
11. 深紅のパシオン
歌：豊川風花（末柄里恵）
作詞：leonn、作曲：日比野裕史、編曲：渡辺徹×日比野裕史
12. brave HARMONY
歌：篠宮可憐（近藤唯）
13. サンリズム・オーケストラ♪
歌：伊吹翼（Machico）

## 10 765PRO ALLSTARS
2022年7月9日発売。同日から開催の「THE IDOLM＠STER 765PRO ALLSTARS LIVE SUNRICH COLORFUL」の会場物販で限定発売された。
収録曲
1. ハルカナミライ
歌：天海春香（中村繪里子）
2. World Changer
歌：如月千早（今井麻美）
3. Eternal Spiral
歌：高槻やよい（仁後真耶子）
4. G♡F
歌：秋月律子（若林直美）
5. DEpArture from THe life
歌：三浦あずさ（たかはし智秋）
作詞：モリタコータ、作曲・編曲：小高光太郎
6. ラビットファー
歌：水瀬伊織（釘宮理恵）
作詞・作曲・編曲：OSTER project
7. Justice OR Voice
歌：菊地真（平田宏美）
8. 合言葉はスタートアップ！
歌：双海亜美（下田麻美）
9. 真夏のダイヤ☆
歌：双海真美（下田麻美）
作詞・作曲・編曲：三浦誠司
10. Emergence Vibe
歌：星井美希（長谷川明子）
11. Fermata in Rapsodia
歌：四条貴音（原由実）
作詞：モリタコータ、作曲・編曲：小高光太郎
12. Deep, Deep Blue
歌：我那覇響（沼倉愛美）
作詞・作曲：宮崎まゆ、編曲：賀佐泰洋
13. Birth of Color
歌：萩原雪歩（浅倉杏美）

## 11 Princess Stars
2023年1月14日発売。同日から開催の「THE IDOLM@STER MILLION LIVE! 9thLIVE ChoruSp@rkle!!」の会場物販で『11 Fairy Stars』と『11 Angel Stars』と併せて限定発売。 
同年2月11日開催の「THE IDOLM@STER M@STERS OF IDOL WORLD!!!!! 2023」の会場でも販売された。 
収録曲
1. Princess Be Ambitious!!
歌：徳川まつり（諏訪彩花）
2. 真夏のダイヤ☆
歌：田中琴葉（種田梨沙）
3. 紙・心・ペン・心 - SHISHINPENSHIN -
歌：福田のり子（浜崎奈々）
作詞・作曲・編曲：佐高陵平（Hifumi,inc.）
4. 咲くは浮世の君花火
歌：横山奈緒（渡部優衣）
5. カーテシーフラワー
歌：高坂海美（上田麗奈）
作詞：真崎エリカ、作曲・編曲：原田篤（Arte Refact）
6. LOVE is GAME
歌：七尾百合子（伊藤美来）
作詞・作曲・編曲：ヒゲドライバー
7. Melody in scape
歌：佐竹美奈子（大関英里）
8. メメント？モメント♪ルルルルル☆
歌：春日未来（山崎はるか）
9. ESPADA
歌：中谷育（原嶋あかり）
作詞：松井洋平、作曲・編曲：堀江晶太
10. ギブミーメタファー
歌：矢吹可奈（木戸衣吹）
11. 空色♡ Birthday Card
歌：高山紗代子（駒形友梨）
作詞：辻純更、作曲・編曲：藤原彩豊
12. スペードのQ
歌：エミリー スチュアート（郁原ゆう）
作詞：児玉雨子、作曲・編曲：グシミヤギヒデユキ（Hifumi,inc.）
13. パンとフィルム
歌：松田亜利沙（村川梨衣）

## 11 Fairy Stars
2023年1月14日発売。同日から開催の「THE IDOLM@STER MILLION LIVE! 9thLIVE ChoruSp@rkle!!」の会場物販で『11 Princess Stars』と『11 Angel Stars』と併せて限定発売。 
同年2月11日開催の「THE IDOLM@STER M@STERS OF IDOL WORLD!!!!! 2023」の会場でも販売された。 
収録曲
1. I did+I will
歌：永吉昴（斉藤佑圭）
2. プリムラ
歌：最上静香（田所あずさ）
3. P.S I Love You
歌：天空橋朋花（小岩井ことり）
4. KING of SPADE
歌：白石紬（南早紀）
作詞・作曲：宮崎まゆ、編曲：賀佐泰洋
5. ReTale
歌：所恵美（藤井ゆきよ）
6. Parade d'amour
歌：北沢志保（雨宮天）
作詞・作曲：佐藤厚仁（Dream Monster）、編曲：椿山日南子（Dream Monster）
7. Paradox of Love
歌：ジュリア（愛美）
作詞：小松レナ、作曲：BOUNCEBACK、編曲：清水武仁
8. ラスト・アクトレス
歌：真壁瑞希（阿部里果）
9. 創造は始まりの風を連れて
歌：ロコ（中村温姫）
10. 侠気乱舞
歌：周防桃子（渡部恵子）
11. Criminally Dinner ～正餐とイーヴルナイフ～
歌：舞浜歩（戸田めぐみ）
作詞：真崎エリカ、作曲：GRP・NIYA、編曲：GRP
12. Shamrock Vivace
歌：二階堂千鶴（野村香菜子）
作詞：平朋崇、作曲・編曲：EFFY
13. ダイヤモンド・クラリティ
歌：百瀬莉緒（山口立花子）
作詞：辻純更、作曲・編曲：青木康平

## 11 Angel Stars
2023年1月14日発売。同日から開催の「THE IDOLM@STER MILLION LIVE! 9thLIVE ChoruSp@rkle!!」の会場物販で『11 Princess Stars』と『11 Fairy Stars』と併せて限定発売。 
同年2月11日開催の「THE IDOLM@STER M@STERS OF IDOL WORLD!!!!! 2023」の会場でも販売された。 
収録曲
1. ピコピコIIKO! インベーダー
歌：木下ひなた（田村奈央）
2. CHEER UP! HEARTS UP!
歌：望月杏奈（夏川椎菜）
作詞・作曲：nobara kaede、作曲・編曲：渡辺泰司
3. フシギトラベラー
歌：北上麗花（平山笑美）
4. Flooding
歌：野々原茜（小笠原早紀）
5. Shooting Stars
歌：箱崎星梨花（麻倉もも）
6. ジレるハートに火をつけて
歌：宮尾美也（桐谷蝶々）
7. DIAMOND JOKER
歌：伊吹翼（Machico）
作詞：早川博隆、作曲・編曲：早川博隆、Tsubasa
8. ビッグバンズバリボー!!!!!
歌：豊川風花（末柄里恵）
9. Clover's Cry ～神と神降ろしの少女～
歌：大神環（稲川英里）
作詞・作曲：藤本記子、作曲・編曲：福富雅之
10. 聖ミリオン女学園校歌
歌：篠宮可憐（近藤唯）
作詞：真崎エリカ、作曲・編曲：原田篤（Arte Refact）
11. トレフル・ド・ノエル
歌：島原エレナ（角元明日香）
作詞・作曲：本田正樹（Dream Monster）、編曲：椿山日南子（Dream Monster）
12. White Vows
歌：馬場このみ（髙橋ミナミ）
13. 星宙のVoyage
歌：桜守歌織（香里有佐）
作詞：佐藤厚仁（Dream Monster）、作曲：本田正樹（Dream Monster）、編曲：椿山日南子（Dream Monster）

## 12 Princess Stars
2023年4月22日発売。同日から開催の「THE IDOLM@STER MILLION LIVE! 10thLIVE TOUR Act-1 H@PPY 4 YOU!」の会場物販で『12 Fairy Stars』と『12 Angel Stars』と併せて限定発売。 
収録曲
1. カーテシーフラワー
歌：中谷育（原嶋あかり）
2. だってあなたはプリンセス
歌：エミリー スチュアート（郁原ゆう）
3. 創造は始まりの風を連れて
歌：松田亜利沙（村川梨衣）
4. ダイヤモンド・クラリティ
歌：田中琴葉（種田梨沙）
5. Parade d'amour
歌：徳川まつり（諏訪彩花）
6. プリムラ
歌：七尾百合子（伊藤美来）
7. LOVE is GAME
歌：佐竹美奈子（大関英里）
8. Paradox of LOVE
歌：高山紗代子（駒形友梨）
9. 空色♡ Birthday Card
歌：福田のり子（浜崎奈々）
10. パンとフィルム
歌：矢吹可奈（木戸衣吹）
11. BORN ON DREAM! ～HANABI☆NIGHT～
歌：横山奈緒（渡部優衣）
12. 君との明日を願うから
歌：春日未来（山崎はるか）
13. 咲くは浮世の君花火
歌：高坂海美（上田麗奈）

## 12 Fairy Stars
2023年4月22日発売。同日から開催の「THE IDOLM@STER MILLION LIVE! 10thLIVE TOUR Act-1 H@PPY 4 YOU!」の会場物販で『12 Princess Stars』と『12 Angel Stars』と併せて限定発売。 
収録曲
1. Thank You!
歌：白石紬（南早紀）
2. FairyTaleじゃいられない
歌：ジュリア（愛美）
3. ABSOLUTE RUN!!!
歌：最上静香（田所あずさ）
4. サンリズム・オーケストラ♪
歌：百瀬莉緒（山口立花子）
5. My Evolution
歌：舞浜歩（戸田めぐみ）
作詞：辻純更、作曲・編曲：ラムシーニ
6. 月曜日のクリームソーダ
歌：周防桃子（渡部恵子）
7. Girl meets Wonder
歌：永吉昴（斉藤佑圭）
8. ミスティック・セレモニーへの招待状
歌：天空橋朋花（小岩井ことり）
作詞：安藤紗々、作曲・編曲：椿山日南子（Dream Monster）
9. 花びらメモリーズ
歌：所恵美（藤井ゆきよ）
作詞：真崎エリカ、作曲：本多友紀（Arte Refact）、編曲：脇眞富（Arte Refact）
10. スペードのQ
歌：北沢志保（雨宮天）
11. クルリウタ
歌：二階堂千鶴（野村香菜子）
作詞：藤本記子、作曲：daph、編曲：福富雅之
12. 赤い世界が消える頃
歌：真壁瑞希（阿部里果）
13. Shamrock Vivace
歌：ロコ（中村温姫）

## 12 Angel Stars
2023年4月22日発売。同日から開催の「THE IDOLM@STER MILLION LIVE! 10thLIVE TOUR Act-1 H@PPY 4 YOU!」の会場物販で『12 Princess Stars』と『12 Fairy Stars』と併せて限定発売。 
収録曲
1. Thank You!
歌：桜守歌織（香里有佐）
2. Sweet Sweet Soul
歌：大神環（稲川英里）
3. ハルマチ女子
歌：野々原茜（小笠原早紀）
4. 絶対的Performer
歌：島原エレナ（角元明日香）
5. 侠気乱舞
歌：木下ひなた（田村奈央）
6. オーディナリィ・クローバー
歌：宮尾美也（桐谷蝶々）
7. 旅立ちのコンパス
歌：箱崎星梨花（麻倉もも）
8. RED ZONE
歌：豊川風花（末柄里恵）
9. Criminally Dinner ～正餐とイーヴルナイフ～
歌：篠宮可憐（近藤唯）
10. 待ちぼうけのLacrima
歌：北上麗花（平山笑美）
11. 囚われのTea Time
歌：望月杏奈（夏川椎菜）
12. ドリームトラベラー
歌：馬場このみ（髙橋ミナミ）
13. Be proud
歌：伊吹翼（Machico）

## 「REFRAIN REL@TION」 Princess Stars
2024年2月24日発売。同日開催の「THE IDOLM@STER MILLION LIVE! 10thLIVE TOUR Act-4 MILLION THE@TER!!!!」の会場物販で『「REFRAIN REL@TION」Fairy Stars』と『「REFRAIN REL@TION」Angel Stars』と併せて限定発売。 

本シリーズでは初となる、同じ曲のソロバージョンのみを収録したCD。
収録曲
REFRAIN REL@TION
作詞：松井洋平、作曲・編曲：高田暁
1. 歌：春日未来（山崎はるか）
2. 歌：エミリー スチュアート（郁原ゆう）
3. 歌：佐竹美奈子（大関英里）
4. 歌：高坂海美（上田麗奈）
5. 歌：高山紗代子（駒形友梨）
6. 歌：田中琴葉（種田梨沙）
7. 歌：徳川まつり（諏訪彩花）
8. 歌：中谷育（原嶋あかり）
9. 歌：七尾百合子（伊藤美来）
10. 歌：福田のり子（浜崎奈々）
11. 歌：松田亜利沙（村川梨衣）
12. 歌：矢吹可奈（木戸衣吹）
13. 歌：横山奈緒（渡部優衣）

## 「REFRAIN REL@TION」 Fairy Stars
2024年2月24日発売。同日開催の「THE IDOLM@STER MILLION LIVE! 10thLIVE TOUR Act-4 MILLION THE@TER!!!!」の会場物販で『「REFRAIN REL@TION」Princess Stars』と『「REFRAIN REL@TION」Angel Stars』と併せて限定発売。 

本シリーズでは初となる、同じ曲のソロバージョンのみを収録したCD。
収録曲
REFRAIN REL@TION
1. 歌：最上静香（田所あずさ）
2. 歌：北沢志保（雨宮天）
3. 歌：ジュリア（愛美）
4. 歌：白石紬（南早紀）
5. 歌：周防桃子（渡部恵子）
6. 歌：天空橋朋花（小岩井ことり）
7. 歌：所恵美（藤井ゆきよ）
8. 歌：永吉昴（斉藤佑圭）
9. 歌：二階堂千鶴（野村香菜子）
10. 歌：舞浜歩（戸田めぐみ）
11. 歌：真壁瑞希（阿部里果）
12. 歌：百瀬莉緒（山口立花子）
13. 歌：ロコ（中村温姫）

## 「REFRAIN REL@TION」 Angel Stars
2024年2月24日発売。同日開催の「THE IDOLM@STER MILLION LIVE! 10thLIVE TOUR Act-4 MILLION THE@TER!!!!」の会場物販で『「REFRAIN REL@TION」Princess Stars』と『「REFRAIN REL@TION」Fairy Stars』と併せて限定発売。 

本シリーズでは初となる、同じ曲のソロバージョンのみを収録したCD。
収録曲
REFRAIN REL@TION
1. 歌：伊吹翼（Machico）
2. 歌：大神環（稲川英里）
3. 歌：北上麗花（平山笑美）
4. 歌：木下ひなた（田村奈央）
5. 歌：桜守歌織（香里有佐）
6. 歌：篠宮可憐（近藤唯）
7. 歌：島原エレナ（角元明日香）
8. 歌：豊川風花（末柄里恵）
9. 歌：野々原茜（小笠原早紀）
10. 歌：箱崎星梨花（麻倉もも）
11. 歌：馬場このみ（髙橋ミナミ）
12. 歌：宮尾美也（桐谷蝶々）
13. 歌：望月杏奈（夏川椎菜）

## 「DIAMOND DAYS」 PRINCESS STARS
2024年7月31日発売。『「DIAMOND DAYS」FAIRY STARS』『「DIAMOND DAYS」ANGEL STARS』『「DIAMOND DAYS」765PRO ALLSTARS』と併せてバンダイナムコミュージック系列の通販サイト限定発売。
収録曲
DIAMOND DAYS
1. 歌：春日未来（山崎はるか）
2. 歌：エミリー スチュアート（郁原ゆう）
3. 歌：高坂海美（上田麗奈）
4. 歌：佐竹美奈子（大関英里）
5. 歌：高山紗代子（駒形友梨）
6. 歌：田中琴葉（種田梨沙）
7. 歌：徳川まつり（諏訪彩花）
8. 歌：中谷育（原嶋あかり）
9. 歌：七尾百合子（伊藤美来）
10. 歌：福田のり子（浜崎奈々）
11. 歌：松田亜利沙（村川梨衣）
12. 歌：矢吹可奈（木戸衣吹）
13. 歌：横山奈緒（渡部優衣）

## 「DIAMOND DAYS」 FAIRY STARS
2024年7月31日発売。『「DIAMOND DAYS」Princess Stars』『「DIAMOND DAYS」ANGEL STARS』『「DIAMOND DAYS」765PRO ALLSTARS』と併せてバンダイナムコミュージック系列の通販サイト限定発売。
収録曲
DIAMOND DAYS
1. 歌：最上静香（田所あずさ）
2. 歌：北沢志保（雨宮天）
3. 歌：ジュリア（愛美）
4. 歌：白石紬（南早紀）
5. 歌：周防桃子（渡部恵子）
6. 歌：天空橋朋花（小岩井ことり）
7. 歌：所恵美（藤井ゆきよ）
8. 歌：永吉昴（斉藤佑圭）
9. 歌：二階堂千鶴（野村香菜子）
10. 歌：舞浜歩（戸田めぐみ）
11. 歌：真壁瑞希（阿部里果）
12. 歌：百瀬莉緒（山口立花子）
13. 歌：ロコ（中村温姫）

## 「DIAMOND DAYS」 ANGEL STARS
2024年7月31日発売。『「DIAMOND DAYS」PRINCESS』『「DIAMOND DAYS」FAIRY STARS』『「DIAMOND DAYS」765PRO ALLSTARS』と併せてバンダイナムコミュージック系列の通販サイト限定発売。
収録曲
DIAMOND DAYS
1. 歌：伊吹翼（Machico）
2. 歌：大神環（稲川英里）
3. 歌：北上麗花（平山笑美）
4. 歌：木下ひなた（田村奈央）
5. 歌：桜守歌織（香里有佐）
6. 歌：篠宮可憐（近藤唯）
7. 歌：島原エレナ（角元明日香）
8. 歌：豊川風花（末柄里恵）
9. 歌：野々原茜（小笠原早紀）
10. 歌：箱崎星梨花（麻倉もも）
11. 歌：馬場このみ（髙橋ミナミ）
12. 歌：宮尾美也（桐谷蝶々）
13. 歌：望月杏奈（夏川椎菜）

## 「DIAMOND DAYS」 765PRO ALLSTARS
2024年7月31日発売。『「DIAMOND DAYS」PRINCESS』『「DIAMOND DAYS」FAIRY STARS』『「DIAMOND DAYS」ANGEL STARS』と併せてバンダイナムコミュージック系列の通販サイト限定発売。
収録曲
DIAMOND DAYS
1. 歌：天海春香（中村繪里子）
2. 歌：如月千早（今井麻美）
3. 歌：高槻やよい（仁後真耶子）
4. 歌：秋月律子（若林直美）
5. 歌：三浦あずさ（たかはし智秋）
6. 歌：水瀬伊織（釘宮理恵）
7. 歌：菊地 真（平田宏美）
8. 歌：双海亜美（下田麻美）
9. 歌：双海真美（下田麻美）
10. 歌：星井美希（長谷川明子）
11. 歌：四条貴音（原 由実）
12. 歌：我那覇 響（沼倉愛美）
13. 歌：萩原雪歩（浅倉杏美）

## 13 Princess Stars
2024年12月下旬発売。『13 Fairy Stars』『13 Angel Stars』と併せてバンダイナムコミュージック系列の通販サイト限定発売。 
収録曲
1. ミステイク・マーダー！
歌：七尾百合子（伊藤美来）
作詞・作曲・編曲：三好啓太
2. ショコラブル＊イブ
歌：春日未来（山崎はるか）
作詞：辻純更、作曲・編曲：藤原彩豊
3. サウンド・オブ・ビギニング
歌：田中琴葉（種田梨沙）
詞：真崎エリカ、作曲：本多友紀（Arte Refact）、編曲：脇眞富（Arte Refact）
4. 深紅のパシオン
歌：高山紗代子（駒形友梨）
5. Criminally Dinner ～正餐とイーヴルナイフ～
歌：中谷育（原嶋あかり）
6. Clover's Cry ～神と神降ろしの少女～
歌：横山奈緒（渡部優衣）
7. Tomorrow Program
歌：松田亜利沙（村川梨衣）
8. BORN ON DREAM! ～HANABI☆NIGHT～
歌：福田のり子（浜崎奈々）
9. ReTale
歌：矢吹可奈（木戸衣吹）
10. Like twinkling STARS
歌：エミリー スチュアート（郁原ゆう）
作詞：真崎エリカ、作曲・編曲：原田篤（Arte Refact）
11. 星宙のVoyage
歌：徳川まつり（諏訪彩花）
12. 花びらメモリーズ
歌：佐竹美奈子（大関英里）
13. Shamrock Vivace
歌：高坂海美（上田麗奈)

## 13 Fairy Stars
2024年12月下旬発売。『13 Princess Stars』『13 Angel Stars』と併せてバンダイナムコミュージック系列の通販サイト限定発売。 
収録曲
1. 産声とクラブ
歌：ロコ（中村温姫）
作詞・作曲・編曲：佐高陵平（Hifumi,inc.）
2. 銀のテーブル木苺ジャム
歌：最上静香（田所あずさ）
作詞：辻純更、作曲・編曲：半田翼
3. オレンジ・エピソード
歌：北沢志保（雨宮天）
作詞：真崎エリカ、作曲・編曲：酒井拓也（Arte Refact）、編曲：山本恭平（Arte Refact）
4. 空色♡ Birthday Card
歌：ジュリア（愛美）
5. I did+I will
歌：周防桃子（渡部恵子）
6. LOVE is GAME
歌：天空橋朋花（小岩井ことり）
7. 解夏傀儡
歌：真壁瑞希（阿部里果）
作詞・作曲・編曲：グシミヤギヒデユキ
8. 電波感傷
歌：白石紬（南早紀）
作詞：大山恭子、作曲・編曲：早川博隆
9. Dance in the Light
歌：舞浜歩（戸田めぐみ）
作詞・作曲・編曲：南悠翔
10. 春風満帆スターティング
歌：永吉昴（斉藤佑圭）
作詞・作曲・編曲：青柳諒
11. White Vows
歌：百瀬莉緒（山口立花子）
12. トレフル・ド・ノエル
歌：二階堂千鶴（野村香菜子）
13. ダイヤモンド・クラリティ
歌：所恵美（藤井ゆきよ)

## 13 Angel Stars
2024年12月下旬発売。『13 Pricess Stars』『13 Fairy Stars』と併せてバンダイナムコミュージック系列の通販サイト限定発売。 
1. エンダーエンダー
歌：北上麗花（平山笑美）
作詞・作曲・編曲：重永亮介
2. ミスティック・セレモニーへの招待状
歌：伊吹翼（Machico）
3. Parade d'amour
歌：桜守歌織（香里有佐）
4. dans l'obscurité
歌：望月杏奈（夏川椎菜）
5. ESPADA
歌：篠宮可憐（近藤唯）
6. KING of SPADE
歌：豊川風花（末柄里恵）
7. My Evolution
歌：島原エレナ（角元明日香）
8. Supersonic Booster!
歌：馬場このみ（髙橋ミナミ）
作詞：真崎エリカ、作曲・編曲：矢鴇つかさ（Arte Refact）
9. 夢みがちBride
歌：宮尾美也（桐谷蝶々）
作詞：結城アイラ、作曲：結城アイラ・PandaBoY、編曲：PandaBoY
10. Special Wonderful Smile
歌：木下ひなた（田村奈央）
11. 彼氏になってよ。
歌：野々原茜（小笠原早紀）
12. Arrive You ～それが運命でも～
歌：大神環（稲川英里）
13. Starry Melody
歌：箱崎星梨花（麻倉もも)

## 14 Princess Stars
2025年3月29日発売。同日開催のイベント「THE IDOLM@STER 765 MILLIONSTARS HOTCHPOTCH FESTIV@L!! 2」会場で『14 Angel Stars』『14 765PRO ALLSTARS』と併せて限定販売。
1. Shamrock Vivace
歌：横山奈緒（渡部優衣）
2. Princess Be Ambitious!!
歌：七尾百合子（伊藤美来）
3. My Evolution
歌：福田のり子（浜崎奈々）
4. 推しってほんと
歌：田中琴葉（種田梨沙）
作詞：ヤマモトショウ、作曲・編曲：金崎真士
5. Be proud
歌：春日未来（山崎はるか）
6. ショコラブル＊イブ
歌：高山紗代子（駒形友梨）
7. 空色♡ Birthday Card
歌：松田亜利沙（村川梨衣）
8. オレンジ・エピソード
歌：佐竹美奈子（大関英里）
9. ミスティック・セレモニーへの招待状
歌：矢吹可奈（木戸衣吹）
10. 産声とクラブ
歌：高坂海美（上田麗奈）
11. 解夏傀儡
歌：中谷育（原嶋あかり）
12. 百花は月下に散りぬるを
歌：エミリー スチュアート（郁原ゆう）
13. Starry Melody
歌：徳川まつり（諏訪彩花）

## 14 Fairy Stars
5月中旬発売。3月29日開催のイベント「THE IDOLM@STER 765 MILLIONSTARS HOTCHPOTCH FESTIV@L!! 2」会場で販売予定だったが、収録音源の不備が見つかり会場での販売が中止、通販サイトからの販売となった。
1. サウンド・オブ・ビギニング
歌：ロコ（中村温姫）
2. 真夏のダイヤ☆
歌：百瀬莉緒（山口立花子）
3. 夢みがちBride
歌：真壁瑞希（阿部里果）
4. 月曜日のクリームソーダ
歌：舞浜歩（戸田めぐみ）
5. 深紅のパシオン
歌：ジュリア（愛美）
6. Paradox of Love
歌：二階堂千鶴（野村香菜子）
7. Melty Fantasia
歌：白石紬（南早紀）
8. 花びらメモリーズ
歌：周防桃子（渡部恵子）
9. リベレイシング／アロン -LiberaSing Along-
歌：天空橋朋花（小岩井ことり）
作詞：松井洋平、作曲・編曲：高瀬一矢
10. ESPADA
歌：北沢志保（雨宮天）
11. dans l'obscurité
歌：永吉昴（斉藤佑圭）
12. brave HARMONY
歌：所恵美（藤井ゆきよ）
13. 君との明日を願うから
歌：最上静香（田所あずさ）

## 14 Angel Stars
2025年3月29日発売。同日開催のイベント「THE IDOLM@STER 765 MILLIONSTARS HOTCHPOTCH FESTIV@L!! 2」会場で『14 Princess Stars』『14 765PRO ALLSTARS』と併せて限定販売。
1. Angelic Parade♪
歌：望月杏奈（夏川椎菜）
2. 花ざかりWeekend✿
歌：桜守歌織（香里有佐）
3. ABSOLUTE RUN!!!
歌：伊吹翼（Machico）
4. Special Wonderful Smile
歌：篠宮可憐（近藤 唯）
5. Clover's Cry ～神と神降ろしの少女～
歌：木下ひなた（田村奈央）
6. クルリウタ
歌：島原エレナ（角元明日香）
7. Flooding
歌：北上麗花（平山笑美）
8. 未完成のポラリス
歌：宮尾美也（桐谷蝶々）
作詞・作曲・編曲：グシミヤギヒデユキ（Hifumi,inc.）
9. ミステイク・マーダー！
歌：豊川風花（末柄里恵）
10. Justice OR Voice
歌：野々原茜（小笠原早紀）
11. エンダーエンダー
歌：箱崎星梨花（麻倉もも）
12. RED ZONE
歌：馬場このみ（髙橋ミナミ）
13. Get lol! Get lol! SONG
歌：大神環（稲川英里）

## 14 765PRO ALLSTARS
2025年3月29日発売。同日開催のイベント「THE IDOLM@STER 765 MILLIONSTARS HOTCHPOTCH FESTIV@L!! 2」会場で『14 Princess Stars』『14 Angel Stars』と併せて限定販売。
1. 春風満帆スターティング
歌：萩原雪歩（浅倉杏美）
2. CHEER UP! HEARTS UP!
歌：天海春香（中村繪里子）
3. 銀のテーブル木苺ジャム
歌：菊地真（平田宏美）
4. LOVE is GAME
歌：高槻やよい（仁後真耶子）
5. スペードのQ
歌：双海亜美（下田麻美）
6. Criminally Dinner ～正餐とイーヴルナイフ～
歌：星井美希（長谷川明子）
7. DIAMOND JOKER
歌：四条貴音（原由実）
8. Dance in the Light
歌：水瀬伊織（釘宮理恵）
9. KING of SPADE
歌：我那覇響（沼倉愛美）
10. アライブファクター
歌：如月千早（今井麻美）
11. Supersonic Booster!
歌：秋月律子（若林直美）
12. カンパリーナ♡
歌：三浦あずさ（たかはし智秋）
作詞・作曲：大橋莉子、編曲：平田祥一郎
13. ダイヤモンド・クラリティ
歌：双海真美（下田麻美）

## 15 765PRO ALLSTARS
2025年8月2日発売。同日開催のイベント「THE IDOLM@STER 765PRO ALLSTARS LIVE ～NEVER END IDOL!!!!!!!!!!!!!～」会場で限定販売。
1. SunRiser
歌：双海真美（下田麻美）
作詞・作曲・編曲：オオヤギヒロオ
2. Girl meets Wonder
歌：我那覇響（沼倉愛美）
3. World Changer
歌：菊地真（平田宏美）
4. ESPADA
歌：双海亜美（下田麻美）
5. オレンジ・エピソード
歌：天海春香（中村繪里子）
6. Deep, Deep Blue
歌：高槻やよい（仁後真耶子）
7. ラビットファー
歌：萩原雪歩（浅倉杏美）
8. Stellar Light
歌：水瀬伊織（釘宮理恵）
作詞・作曲・編曲：中土智博
9. 産声とクラブ
歌：三浦あずさ（たかはし智秋）
10. Like twinkling STARS
歌：四条貴音（原由実）
11. Shamrock Vivace
歌：秋月律子（若林直美）
12. ilLUmiNAte!
歌：如月千早（今井麻美）
作詞：Kristi、作曲・編曲：井口イチロウ
13. 星屑のシンフォニア
歌：星井美希（長谷川明子）